# پل گیت شید
پل گیت شید (انگلیسی: Gateshead Millennium Bridge)